# Asielrecht

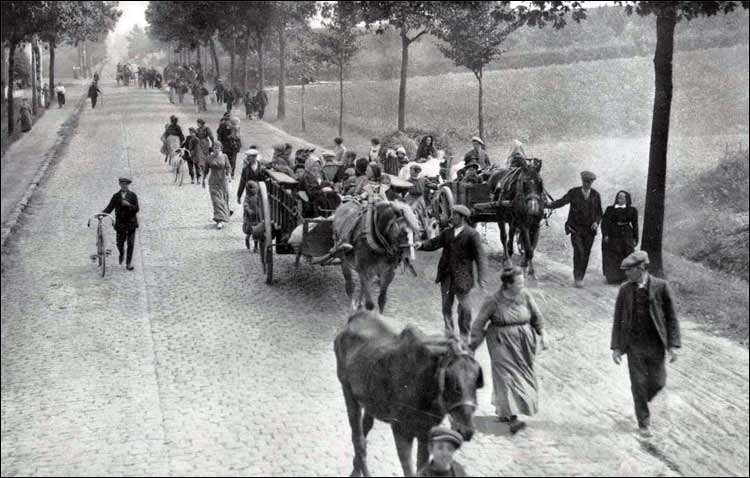
Belgische vluchtelingen in Nederland tijdens de Eerste Wereldoorlog (1914)

Asielrecht is het recht van bescherming in een ander land dan dat waar vervolging plaatsvindt.

## Etymologie
De term asiel komt van het Griekse woord σῦλος, sylos (beroofde) met als voorvoegsel een α privativum, dat wil zeggen onberoofd → in veiligheid. Hieronder wordt verstaan een toevluchtsoord, onderkomen of vrijplaats, maar ook bescherming tegen gevaren en vervolging.

## Geschiedenis
In de klassieke oudheid bestond er her en der een recht op toevlucht voor ontsnapte slaven. Caesar schrijft over de Germani:"Ze beschouwen het als een zonde om gasten te verwonden; ze beschermen
mensen die hun om hulp vragen en beschouwen die als onschendbaar; allen stellen hun huizen open voor deze smekelingen en ze worden vrijelijk van voedsel en onderdak voorzien.  
In de Europese geschiedenis ontstond gedurende de middeleeuwen ook een soort asiel voor verbannen of voortvluchtige misdadigers en na de reformatie ook voor geloofsvervolgden.
Pas in de 19e eeuw ontstond het begrip van het asielrecht met de betekenis zoals die tegenwoordig bekend is en in de 20e eeuw meer gestalte kreeg, onder meer door de regelingen ten behoeve van vluchtelingen onder de Volkenbond en de Verenigde Naties: de toevlucht voor politiek vervolgden en de slachtoffers van mensenrechtenschendingen.
Verschillende beroemde persoonlijkheden hebben om uiteenlopende redenen hun land van herkomst moeten verlaten en hebben in het buitenland asiel genoten. In de 19e eeuw waren dat bijvoorbeeld Richard Wagner en Karl Marx, en in de 20e eeuw de filosofe Hannah Arendt. Een bekend symbool voor het vluchtelingschap, en voor de tragiek van racistische vervolging, werd Anne Frank.

## Internationaal

### Nederland
In Nederland is de asielprocedure geregeld in de Vreemdelingenwet 2000, die van kracht is sinds april 2001 en in de plaats kwam van de oude Vreemdelingenwet, die oorspronkelijk uit 1965 was en herhaaldelijk was gewijzigd. Nadere uitwerkingen zijn gegeven in het Vreemdelingenbesluit en in de Vreemdelingencirculaire.
In april 2008 werd door het Centraal Bureau voor de Statistiek (CBS) bekendgemaakt dat het aantal asielzoekers in Nederland in 2008 gestegen was.
Het betrof in dat jaar bijna een verdubbeling ten opzichte van 2007. In 2008 waren er ruim 13.400 asielverzoeken, in 2007 waren dat er nog 7.400. De toename in Nederland zou groter zijn dan die in de hele Europese Unie, waar het aantal asielverzoeken met 6 procent was gestegen.

#### Aankomstprocedure
Wanneer een asielzoeker in Nederland een verblijfsvergunning wil verkrijgen, moet deze zich melden in een aanmeldcentrum (AC). Namens de Minister beslist de Immigratie- en Naturalisatiedienst (IND) of een tijdelijke verblijfsvergunning wordt toegewezen. De IND kan besluiten de aanvraag in het AC te behandelen (de asielprocedure neemt dan acht dagen in beslag), of om meer tijd te nemen voor de beslissing op de aanvraag, waarna een positief of negatief oordeel wordt geveld. De IND dient in principe binnen een termijn van 6 maanden een beslissing te nemen.

##### Overeenkomst van Dublin
Nederland heeft de Overeenkomst van Dublin ondertekend, waarin bepaald is dat een asielzoeker slechts in één land asiel aan mag vragen. Als een asielzoeker bijvoorbeeld, voordat hij of zij naar Nederland reisde, ook al in Duitsland asiel heeft aangevraagd, mag Nederland het andere land (in dit voorbeeld Duitsland) verantwoordelijk stellen voor de behandeling van de aanvraag van de asielzoeker. Als een asielzoeker door een ander land (dat het Verdrag van Dublin heeft ondertekend) heeft gereisd, maar daar geen asiel heeft aangevraagd, gaan dezelfde regels op: hij of zij had dat in dat land moeten doen.

#### Vervolg asielprocedure
Als de asielaanvraag wordt ingewilligd, of als iemand vanuit het AC wordt doorgestuurd in afwachting van een beslissing, dient de Nederlandse overheid zorg te dragen voor goede opvang, met inbegrip van huisvesting, voeding en geld voor kleding. Het orgaan dat uitvoering geeft aan deze verantwoordelijkheid is het COA (Centraal Orgaan opvang Asielzoekers).
Als de IND van plan is de asielaanvraag af te wijzen, stelt hij de asielzoeker daarvan op de hoogte. De asielzoeker kan daarop reageren en duidelijk maken waarom hij het daar niet mee eens is. Deze procedure zorgt ervoor dat het standpunt en de argumenten van de asielzoeker voldoende naar voren komen. Bij het nemen van de uiteindelijke beslissing moet de IND ook ingaan op de reactie van de asielzoeker.
Als een asielaanvraag wordt afgewezen, kan de asielzoeker daartegen beroep aantekenen bij de rechtbank. Ook tijdens die procedure heeft de asielzoeker meestal nog recht op opvang.
Een asielzoeker wiens aanvraag wordt ingewilligd krijgt een verblijfsvergunning. Sinds de invoering van de nieuwe Vreemdelingenwet op 1 april 2001 bestaat er geen verschil meer in de A-, B- of C-status. Officieel is alleen een asielzoeker die een verblijfsvergunning op grond van artikel 29 onder a heeft gekregen een vluchteling in de zin van het Vluchtelingenverdrag.

### België
Ook België heeft het vluchtelingenverdrag en de overeenkomst van Dublin onderschreven. De asielprocedure is er geregeld in de Vreemdelingenwet van 15 december 1980, voluit de Wet betreffende de toegang tot het grondgebied, het verblijf, de vestiging en de verwijdering van vreemdelingen.
Personen die in België politiek asiel aanvragen worden eerst gehoord door de Dienst Vreemdelingenzaken (DVZ), een dienst van de FOD Binnenlandse Zaken. Die registreert de aanvraag en gaat na of België bevoegd is. Indien België bevoegd is wordt de aanvraag doorgestuurd naar het Commissariaat-generaal voor de Vluchtelingen en de Staatlozen. Sinds de hervorming van de procedure op 1 juni 2007 doet de Dienst Vreemdelingenzaken geen uitspraak meer over de ontvankelijkheid van de aanvraag.
Het Commissariaat-generaal voor de Vluchtelingen en de Staatlozen zal de asielaanvraag beoordelen. Verklaart deze instantie de aanvraag gegrond, dan bekomt de aanvrager het statuut van erkend politiek vluchteling. Een negatieve beslissing kan in beroep aangevochten worden bij de Raad voor Vreemdelingenbetwistingen (de vroegere Vaste Beroepscommissie voor Vluchtelingen). Een negatieve beslissing van de Raad voor Vreemdelingenbetwistingen kan nog aangevochten worden bij de Raad van State.
Onder meer door het bestaan van de vele beroepsmogelijkheden - die meestal ook uitgeput worden - kan het lang (tot meerdere jaren) duren vooraleer er een "definitieve" beslissing is. In 2007 werd een hervorming doorgevoerd die er voor zou moeten zorgen dat de procedure sneller en performanter wordt.
De meeste aanvragers zijn minvermogend en kunnen meestal niet zelf in hun levensonderhoud voorzien. Ze hebben gedurende heel de procedure recht op "materiële hulp", dat wil zeggen voedsel en onderdak. Deze neemt meestal de vorm aan van opvang in een opvangcentrum beheerd door of voor rekening van de Federale Overheid.
Een erkend politiek vluchteling ten slotte kan aanspraak maken op het leefloon. Deze minimumuitkering wordt uitgekeerd door het OCMW.

### Europese Unie
In de 27 landen van de EU kwam het aantal asielverzoeken uit op 238.000. Na Irak (27.700 asielzoekers) waren Rusland (18.200) en Somalië (17.100) de belangrijkste herkomstlanden.
Ook in Italië is het aantal asielverzoeken sterk toegenomen, van 14.100 in 2007 naar 31.200 in 2008. In Zweden, dat in 2007 de meeste asielverzoeken kreeg, was het aantal asielzoekers juist sterk gedaald, van 36.400 naar 24.400.
Gerelateerd aan de eigen bevolkingsomvang hadden de kleine landen Malta en Cyprus het grootste aantal asielzoekers in 2008: respectievelijk 6,4 en 4,6 per 1000 inwoners. In Nederland was het aantal in 2008 0,8 per 1000 inwoners.
In Frankrijk werd in dat jaar het grootste aantal asielverzoeken ingediend: dat steeg van 29.400 in 2007 tot 35.200 in 2008.